# Aéroport international de Monterrey
L'aéroport international de Monterrey (code IATA : MTY • code OACI : MMMY • code DGAC M. : MTY) est un aéroport domestique et international desservant Monterrey, ville de 1,1 million d'habitants située au Nord-Est du Mexique, capitale de l'État du Nuevo León. L'aéroport se trouve sur la commune d'Apodaca.

## Incidents et accidents
- Le 13 avril 2010, vers 23 h 00 heure locale, un A300B4-200 cargo de la compagnie AeroUnion en provenance de Mexico et se rendant à Los Angeles était en phase d'approche avant son escale à Monterrey, quand, pour une raison encore indéterminée, il a perdu de l’altitude et s’est écrasé sur une route menant à l’aéroport, avant de prendre feu. Le vol était assuré de nuit dans des conditions pluvieuses et nuageuses. Les cinq membres d'équipage à bord ont été tués.
- Le 24 novembre 2010, un Antonov de transport de l'armée de l'air mexicaine s'est écrasé sur la piste de l'aéroport avec 5 militaires à bord[1].

## Situation
| \| 500 km1:6 468 000 \| Acapulco Aguascalientes Huatulco Campeche Cancún Chetumal Chihuahua Ciudad · del Carmen Ciudad Juárez Ciudad · Obregón Ciudad · Victoria Colima Cozumel Culiacán Guanajuato Durango Guadalajara Hermosillo Ixtapa · Zihuatanejo La Paz San José · del Cabo Los Mochis Matamoros Mazatlán Mérida Mexicali Mexico B.J. Mexico F.A. Minatitlán Monterrey Morelia Nuevo · Laredo Oaxaca Playa · de Oro Puebla Puerto · Escondido Puerto · Vallarta Querétaro Reynosa San Luis · Potosí Tampico Tapachula Tepic Tijuana Toluca Torreón Tuxtla Gutiérrez Uruapan Veracruz Villahermosa Zacatecas |
| 500 km1:6 468 000 |

Les aéroports les plus proches sont :
- l'aéroport international Plan de Guadalupe (85 km) ;
- l'aéroport international général Lucio Blanco (189 km) ;
- l'aéroport international de McAllen-Miller (191 km) ;
- l'aéroport international Quetzalcóatl (193 km) ;
- l'aéroport international de Laredo (207 km).

## Compagnies aériennes et destinations
| Compagnies       | Destinations |
| ---------------- | --- |
| Aeromar          | Aguascalientes, Miller (en), Puerto Vallarta, San Luis Potosí, Torreón |
| Aeroméxico       | Madrid-Barajas, Mexico-B. Juárez |
| American Eagle   | Dallas-Fort Worth, Miami |
| Calafia Airlines | Culiacán, La Paz (G. M. M. de Léon) |
| Copa Airlines    | Panama-Tocumen |
| Delta Air Lines  | Atlanta H.-Jackson, Détroit |
| Magnicharters    | - Acapulco-J. N. Álvarez, - Cancún, - Chihuahua-R. Fierro V, - Huatulco, - Ixtapa/Zihuatanejo, - Las Vegas-Harry-Reid, - Los Cabos, - Mazatlán, - Orlando, - Puerto Vallarta En saison : Cozumel, Palenque, Punta Cana, Tuxtla Gutiérrez, Varadero-J.-G.-Gómez |
| TAR              | Aguascalientes, Culiacán, Durango, Guadalajara-M. Hidalgo y Costilla, Hermosillo, Querétaro, Tampico-F. J. Mina, Veracruz-H. Jara |
| United Express   | Chicago-O'Hare, Houston-George Bush |
| VivaAerobus      | - Acapulco-J. N. Álvarez, - Austin-Bergstrom, - Cancún, - Chihuahua-R. Fierro V, - Ciudad Juárez-A. González, - Ciudad Obregón, - Culiacán, - Dallas-Fort Worth, - Durango, - Guadalajara-M. Hidalgo y Costilla, - Harlingen-Valley International (en), - Houston-George Bush, - Huatulco, - La Paz (G. M. M. de Léon), - Las Vegas-Harry-Reid, - León-Guanajuato (Bajio), - Los Cabos, - Los Mochis, - Mazatlán, - Mérida C. Rejón, - Mexico-B. Juárez, - Morelia, - Oaxaca-Xoxocotlán, - Puebla, - Puerto Vallarta, - Querétaro, - San Antonio, - San Luis Potosí, - Tampico-F. J. Mina, - Tijuana-A. L. Rodríguez, - Tuxtla Gutiérrez, - Veracruz-H. Jara, - Villahermosa-C. Rovirosa En saison : Chicago-O'Hare, Cozumel, Ixtapa/Zihuatanejo, Los Angeles, Orlando Charter : La Havane-José Martí |
| Volaris          | Cancún, Guadalajara-M. Hidalgo y Costilla, Los Cabos, Mérida C. Rejón, Mexico-B. Juárez, Puebla, Přerov, Tijuana-A. L. Rodríguez En saison : Mazatlán |

Edité 25/12/2021

## Statistiques
Pour des raisons techniques, il est temporairement impossible d'afficher le graphique qui aurait dû être présenté ici.

Voir la requête brute et les sources sur Wikidata.